# Lomographa subnotata
Lomographa subnotata là một loài bướm đêm trong họ Geometridae.